# Gianpietro Marchetti
Gianpietro Marchetti (Rudiano, 1948. október 2. –) válogatott olasz labdarúgó, hátvéd.

## Pályafutása
1966 és 1968 között az Atalanta, majd 1968-69-ben a Lecco csapatában játszott. 1969 és 1974 között a Juventus labdarúgója volt, ahol két bajnoki címet ért el a csapattal. Tagja volt az 1972–73-as idényben BEK-döntős csapatnak. 1974 és 1979 között ismét az Atalanta játékosa volt. 1979-80-ban a Catanzaro együttesében szerepelt.
1972 és 1973 között öt alkalommal szerepelt az olasz válogatottban.

## Sikerei, díjai
Juventus
- Olasz bajnokság
  - bajnok (2): 1971–72, 1972–73
- Bajnokcsapatok Európa-kupája
  - döntős: 1972–73